# Manfred Ach (político)
Manfred Ach (* 14 de septiembre de 1940 en Ansbach, Mittelfranken; † 15 de junio de 2024 en Margetshöchheim, Unterfranken) fue un político alemán del partido CSU. Fue miembro del Parlamento de Baviera desde 1994 hasta 2008.

## Carrera
Después de completar la educación secundaria en 1957, Manfred Ach realizó una formación para el servicio administrativo superior no técnico en la Oficina de Suministros de Würzburg de 1957 a 1961. Trabajó en la Oficina de Suministros de Núremberg de 1962 a 1966, luego en el Landesversorgungsamt Bayern en Múnich de 1966 a 1970, y a partir de 1970 en la Oficina Estatal de Auditoría de Würzburg, donde fue director desde 1991 hasta 1994, siendo Oberregierungsrat en la administración superior desde 1989.
Manfred Ach fue miembro de la CSU desde mayo de 1962. Fue concejal en Margetshöchheim de 1978 a 2000 y miembro del consejo del condado en el distrito de Würzburg de 1978 a 2008. Desde 1990 hasta 2002, fue presidente del grupo parlamentario de la CSU en el consejo del condado de Würzburg. Durante su tiempo en el consejo del condado, también fue presidente del comité de auditoría, vicepresidente de la APG y miembro del consejo de administración del Kreissparkasse Würzburg-Ochsenfurt.
A partir de 1994, Manfred Ach fue miembro del Parlamento de Baviera. De 1994 a 1998, formó parte de los comités de Presupuesto Estatal y Asuntos Financieros, así como de Política Social, de Salud y Familiar. Fue presidente del Comité de Presupuesto Estatal y Asuntos Financieros de 1998 a 2008. Además, fue miembro del Comité Ad Hoc de 1998 a 2003, y formó parte del Presidium del Parlamento de Baviera y de la junta directiva de la fracción de la CSU. No se presentó como candidato en las elecciones al Parlamento de 2008.
De 2003 a 2009, fue presidente de la Federación de Música del Norte de Baviera y también presidió la Asociación Bávara de Música de Viento durante varios años.

## Honorarios y premios
- 1993: 
  - Placa del distrito en plata
- 1997: 
  - Miembro honorario de la Asociación "Amigos de las Escuelas de Maestría de Würzburg"
- 2001:
  - Medalla por méritos hacia la Justicia Bávara
- 2002:
  - Comisario honorario de la Policía de Baviera
  - Medalla Dr. Johann Christian Eberle de Sparkasse Mainfranken
  - Aguja de honor en plata de la Asociación de Criadores de Aves de Raza de Baviera
- 2003:
  - Medalla Soldner por méritos especiales en la geodesia de Baviera

- 2005
  - Orden del Mérito de Baviera
  - Medalla Ludwig I por destacados servicios a los Castillos, Jardines y Lagos de Baviera
  - Geómetra honorario de la Administración de Geodesia de Baviera
  - Insignia de honor en oro de la Asociación de Caza de Baviera
  - 2006: Árbol de honor en oro de la Asociación Federal de Silvicultores de Alemania - LV Bayern
- 2007
  - Medalla Constitucional de Baviera en plata
  - Cruz de broche del distintivo honorífico de bomberos (Ministerio del Interior de Baviera)
  - Vórtice de plata del Consejo de Música de Baviera (BMR)
  - Medalla de honor en oro de la Federación Federal de Asociaciones Musicales Alemanas
- 2008
  - Medalla Constitucional de Baviera en oro
  - Medalla Financiera en oro (Ministerio de Finanzas de Baviera)
  - Placa del distrito en oro
  - Bocksbeutel dorado (Asociación de Viticultura Franconiana)
  - Medalla Carl Orff de las Escuelas de Canto y Música de Baviera
  - Anillo de honor del Club de Natación 05 Würzburg
  - Placa de mérito en plata del Asociación Deportiva de Baviera
- 2009
  - Senador honorario de la Universidad de Würzburg
  - Medalla Caspar von Siebold del Hospital Universitario de la Universidad de Würzburg
  - Medalla de honor en oro del Sindicato de Funcionarios de Baviera
- 2010
  - Cruz Federal del Mérito de 1ra Clase
  - Caballero de la Orden de San Silvestre Papa
  - Insignia de honor en oro con cinta azul-blanca de la Federación de Música del Norte de Baviera
  - Miembro honorario de la Asociación de Apoyo para el Centro de Plásticos del Sur de Alemania (SKZ)
  - Abzeichen de honor en oro por servicios destacados a la Liga de Tráfico (Asociación de Tráfico del Estado de Baviera e.V.)
- 2017: Insignia de honor en plata de la Asociación de Distritos de Horticultura y Conservación del Paisaje en Baja Franconia

## Vida privada
Manfred Ach estaba casado y era de confesión católica romana. Tenía dos hijas casadas y cuatro nietos.

## Rerefencias
1. ↑  Würzburg, Universitätsklinikum (20 de junio de 2024). «Universitätsklinikum Würzburg: Zum Tod von Ehrensenator Manfred Ach». www.ukw.de (en alemán). Consultado el 11 de julio de 2024.
2. 1 2 3 4  «Zum Tod von Ehrensenator Manfred Ach». www.uni-wuerzburg.de (en de-DE). Consultado el 11 de julio de 2024.
3. ↑  «Manfred Ach: Der stille Macher wird 75». mainpost.de (en alemán). 14 de septiembre de 2015. Consultado el 11 de julio de 2024.

- Datos: Q109583